# Lista över fornlämningar i Mörbylånga kommun
Lista över fornlämningar i Mörbylånga kommun är en förteckning av ett urval av de fornlämningar som finns i Mörbylånga kommun.

## Algutsrum
Se Lista över fornlämningar i Mörbylånga kommun (Algutsrum)

## Glömminge
Se Lista över fornlämningar i Mörbylånga kommun (Glömminge)

## Gräsgård
Se Lista över fornlämningar i Mörbylånga kommun (Gräsgård)

## Gårdby
Se Lista över fornlämningar i Mörbylånga kommun (Gårdby)

## Hulterstad
Se Lista över fornlämningar i Mörbylånga kommun (Hulterstad)

## Kastlösa
Se Lista över fornlämningar i Mörbylånga kommun (Kastlösa)

## Mörbylånga
Se Lista över fornlämningar i Mörbylånga kommun (Mörbylånga)

## Norra Möckleby
Se Lista över fornlämningar i Mörbylånga kommun (Norra Möckleby)

## Resmo
Se Lista över fornlämningar i Mörbylånga kommun (Resmo)

## Sandby
Se Lista över fornlämningar i Mörbylånga kommun (Sandby)

## Segerstad
Se Lista över fornlämningar i Mörbylånga kommun (Segerstad)

## Smedby
Se Lista över fornlämningar i Mörbylånga kommun (Smedby)

## Stenåsa
Se Lista över fornlämningar i Mörbylånga kommun (Stenåsa)

## Södra Möckleby
Se Lista över fornlämningar i Mörbylånga kommun (Södra Möckleby)

## Torslunda
Se Lista över fornlämningar i Mörbylånga kommun (Torslunda)

## Ventlinge
Se Lista över fornlämningar i Mörbylånga kommun (Ventlinge)

## Vickleby
Se Lista över fornlämningar i Mörbylånga kommun (Vickleby)

## Ås
Se Lista över fornlämningar i Mörbylånga kommun (Ås)